# Lista przewodniczących jury Festiwalu Filmowego w Cannes
Lista przewodniczących jury Festiwalu Filmowego w Cannes – co roku jury Międzynarodowego Festiwalu Filmowego w Cannes przewodniczy światowej sławy osobowość związana z przemysłem filmowym. Propozycja objęcia tego stanowiska jest wyrazem uznania dla twórcy i jego dorobku.
Od 1960 roku tylko jedna osoba otrzymała ten zaszczyt dwukrotnie: Jeanne Moreau w 1975 i 1995 roku. Ostatnią nieprofesjonalną osobą filmową, która została przewodniczącym jury, był amerykański pisarz William Styron w 1983 roku.
Od 1987 roku oficjalna selekcja obejmuje oddzielne jury i jego przewodniczącego w ramach konkursu o nagrodę Złotej Kamery w celu wyboru najlepszego kinowego debiutu reżyserskiego.
Od 1998 roku zostało utworzone jeszcze jedno jury przyznające nagrody w ramach paralelnej sekcji "Un Certain Regard". Wyróżnieniami honoruje się tu twórców filmów wyróżniających się oryginalnym stylem i sposobem postrzegania świata.

## Lista przewodniczących jury

### Konkurs główny

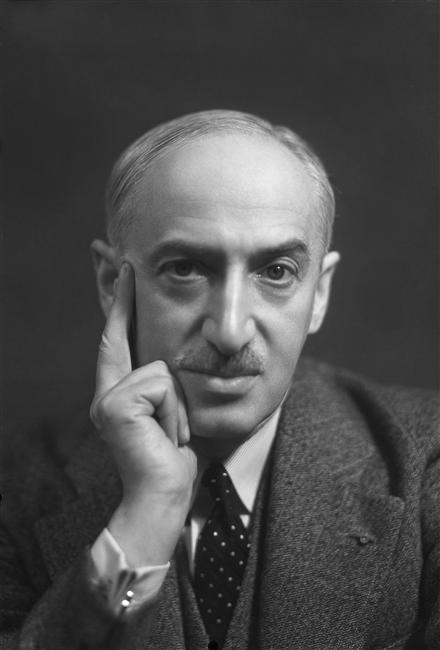
André Maurois – przewodniczący jury 4. Międzynarodowy Festiwal Filmowy w Cannes w 1951 roku

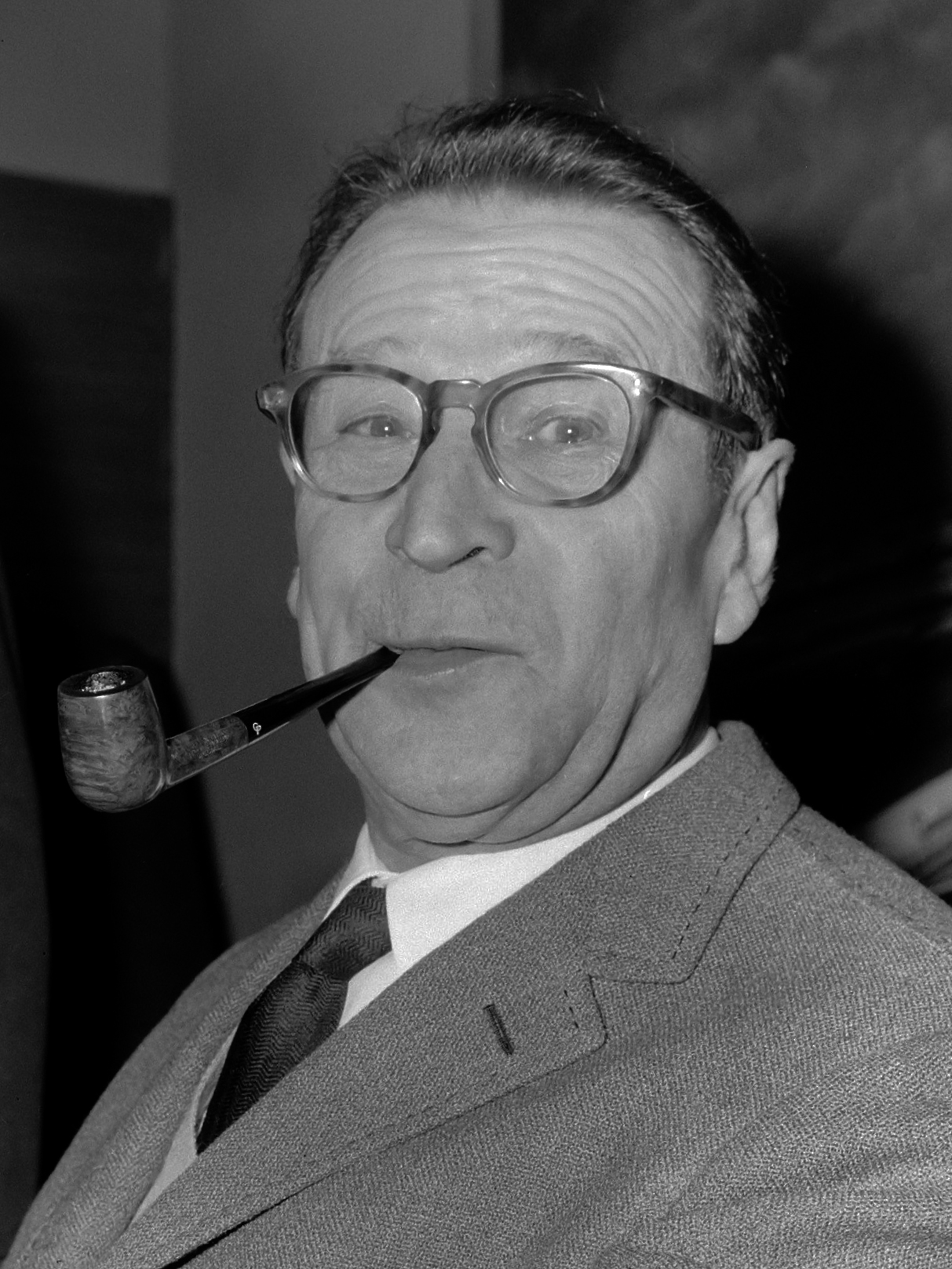
Georges Simenon – przewodniczący jury 13. Międzynarodowy Festiwal Filmowy w Cannes w 1960 roku

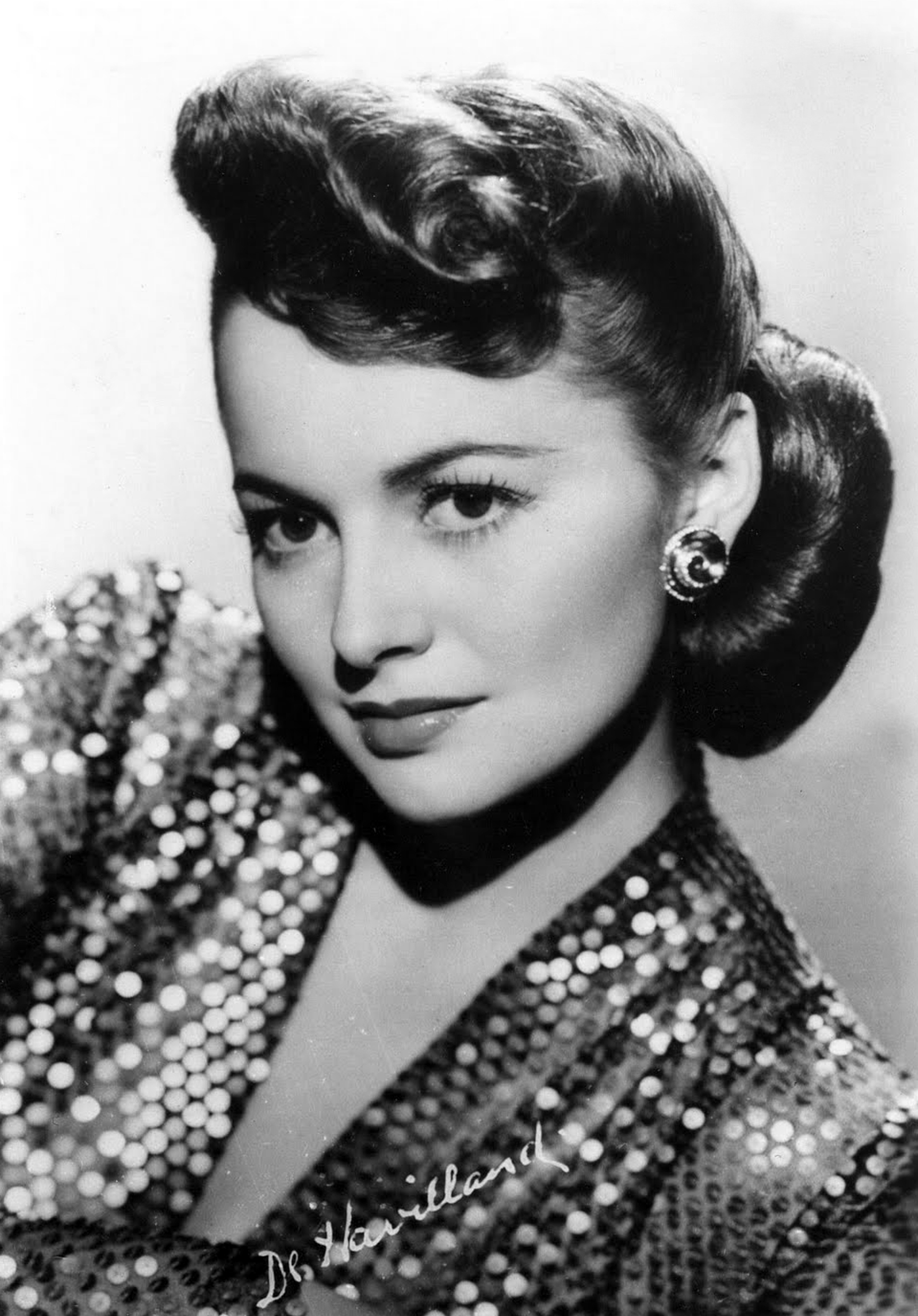
Olivia de Havilland – przewodnicząca jury 18. Międzynarodowy Festiwal Filmowy w Cannes w 1965 roku

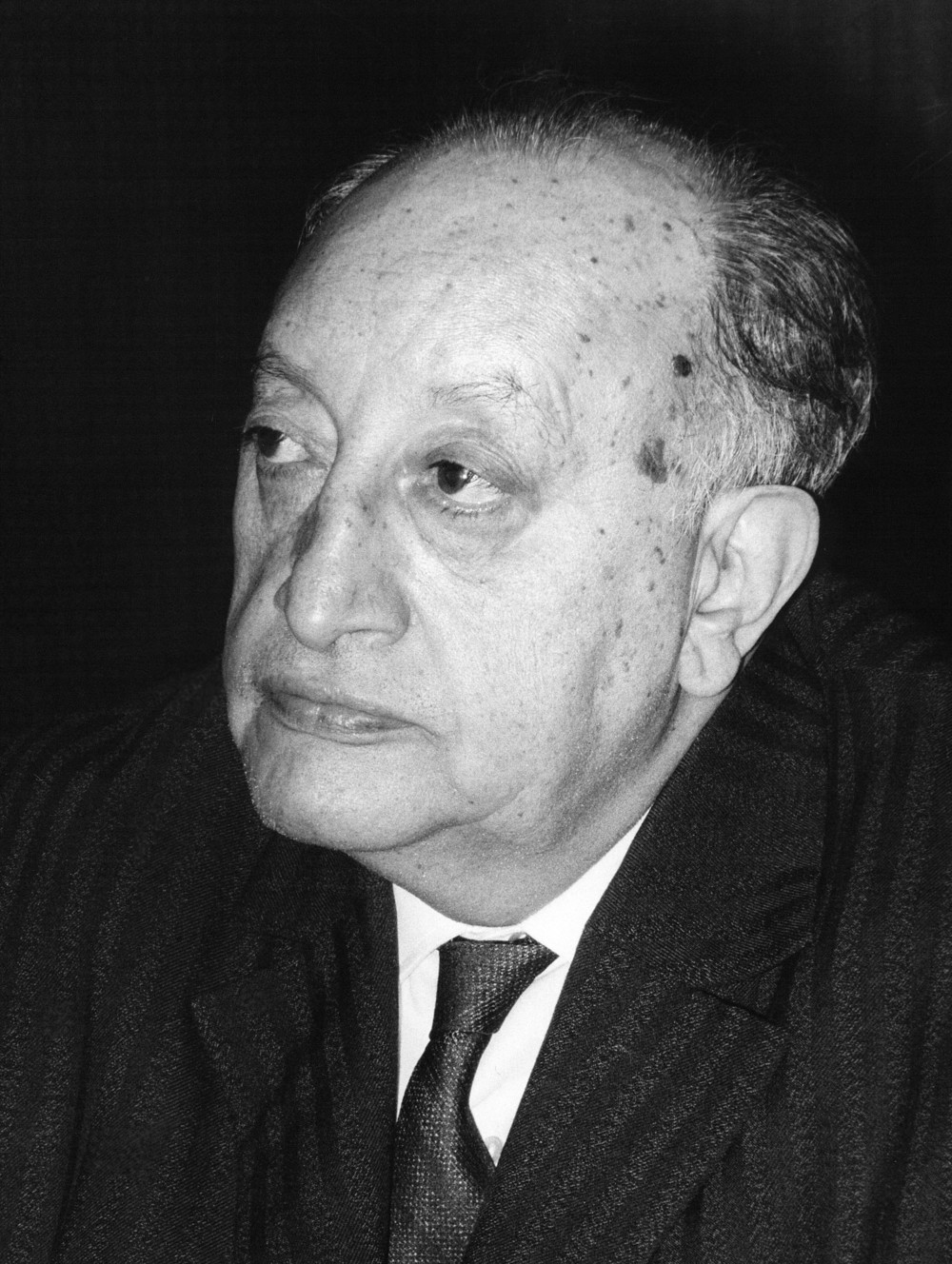
Miguel Ángel Asturias – przewodniczący jury 23. Międzynarodowy Festiwal Filmowy w Cannes w 1970 roku

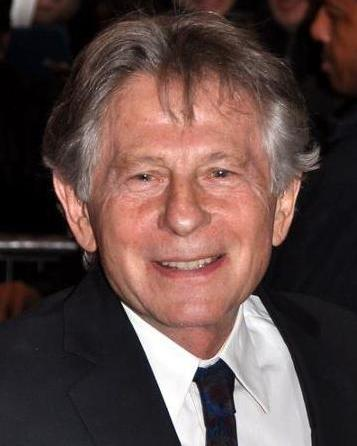
Roman Polański – przewodniczący jury 44. Międzynarodowy Festiwal Filmowy w Cannes w 1991 roku

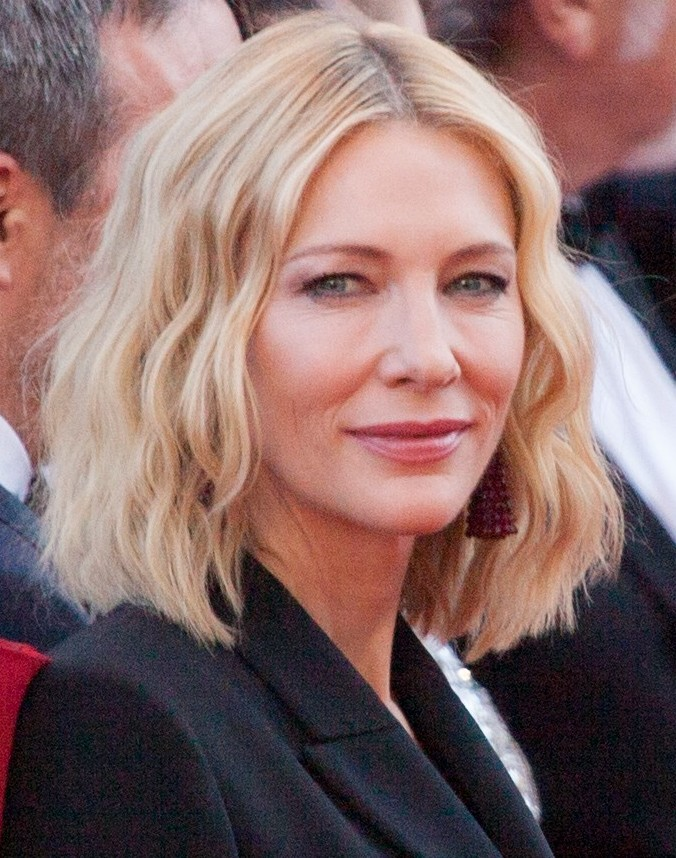
Cate Blanchett – przewodnicząca jury 71. Międzynarodowy Festiwal Filmowy w Cannes w 2018 roku

| Rok  | Przewodniczący                                              | Narodowość                                                  |
| ---- | ----------------------------------------------------------- | ----------------------------------------------------------- |
| 1946 | Georges Huisman                                             | Francja                                                     |
| 1947 | Georges Huisman                                             | Francja                                                     |
| 1949 | Georges Huisman                                             | Francja                                                     |
| 1951 | André Maurois                                               | Francja                                                     |
| 1952 | Maurice Genevoix                                            | Francja                                                     |
| 1953 | Jean Cocteau                                                | Francja                                                     |
| 1954 | Jean Cocteau                                                | Francja                                                     |
| 1955 | Marcel Pagnol                                               | Francja                                                     |
| 1956 | Maurice Lehmann                                             | Francja                                                     |
| 1957 | André Maurois                                               | Francja                                                     |
| 1958 | Marcel Achard                                               | Francja                                                     |
| 1959 | Marcel Achard                                               | Francja                                                     |
| 1960 | Georges Simenon                                             | Belgia                                                      |
| 1961 | Jean Giono                                                  | Francja                                                     |
| 1962 | Tetsurō Furukaki                                            | Japonia                                                     |
| 1963 | Armand Salacrou                                             | Francja                                                     |
| 1964 | Fritz Lang                                                  | Niemcy                                                      |
| 1965 | Olivia de Havilland                                         | Stany Zjednoczone                                           |
| 1966 | Sophia Loren                                                | Włochy                                                      |
| 1967 | Alessandro Blasetti                                         | Włochy                                                      |
| 1968 | André Chamson                                               | Francja                                                     |
| 1969 | Luchino Visconti                                            | Włochy                                                      |
| 1970 | Miguel Ángel Asturias                                       | Gwatemala                                                   |
| 1971 | Michèle Morgan                                              | Francja                                                     |
| 1972 | Joseph Losey                                                | Stany Zjednoczone                                           |
| 1973 | Ingrid Bergman                                              | Szwecja                                                     |
| 1974 | René Clair                                                  | Francja                                                     |
| 1975 | Jeanne Moreau                                               | Francja                                                     |
| 1976 | Tennessee Williams                                          | Stany Zjednoczone                                           |
| 1977 | Roberto Rossellini                                          | Włochy                                                      |
| 1978 | Alan J. Pakula                                              | Stany Zjednoczone                                           |
| 1979 | Françoise Sagan                                             | Francja                                                     |
| 1980 | Kirk Douglas                                                | Stany Zjednoczone                                           |
| 1981 | Jacques Deray                                               | Francja                                                     |
| 1982 | Giorgio Strehler                                            | Włochy                                                      |
| 1983 | William Styron                                              | Stany Zjednoczone                                           |
| 1984 | Dirk Bogarde                                                | Wielka Brytania                                             |
| 1985 | Miloš Forman                                                | Czechosłowacja                                              |
| 1986 | Sydney Pollack                                              | Stany Zjednoczone                                           |
| 1987 | Yves Montand                                                | Francja                                                     |
| 1988 | Ettore Scola                                                | Włochy                                                      |
| 1989 | Wim Wenders                                                 | Niemcy                                                      |
| 1990 | Bernardo Bertolucci                                         | Włochy                                                      |
| 1991 | Roman Polański                                              | Polska                                                      |
| 1992 | Gérard Depardieu                                            | Francja                                                     |
| 1993 | Louis Malle                                                 | Francja                                                     |
| 1994 | Clint Eastwood                                              | Stany Zjednoczone                                           |
| 1995 | Jeanne Moreau                                               | Francja                                                     |
| 1996 | Francis Ford Coppola                                        | Stany Zjednoczone                                           |
| 1997 | Isabelle Adjani                                             | Francja                                                     |
| 1998 | Martin Scorsese                                             | Stany Zjednoczone                                           |
| 1999 | David Cronenberg                                            | Canada                                                      |
| 2000 | Luc Besson                                                  | Francja                                                     |
| 2001 | Liv Ullmann                                                 | Norwegia                                                    |
| 2002 | David Lynch                                                 | Stany Zjednoczone                                           |
| 2003 | Patrice Chéreau                                             | Francja                                                     |
| 2004 | Quentin Tarantino                                           | Stany Zjednoczone                                           |
| 2005 | Emir Kusturica                                              | Serbia                                                      |
| 2006 | Wong Kar-Wai                                                | Hongkong                                                    |
| 2007 | Stephen Frears                                              | Wielka Brytania                                             |
| 2008 | Sean Penn                                                   | Stany Zjednoczone                                           |
| 2009 | Isabelle Huppert                                            | Francja                                                     |
| 2010 | Tim Burton                                                  | Stany Zjednoczone                                           |
| 2011 | Robert De Niro                                              | Stany Zjednoczone                                           |
| 2012 | Nanni Moretti                                               | Włochy                                                      |
| 2013 | Steven Spielberg                                            | Stany Zjednoczone                                           |
| 2014 | Jane Campion                                                | Nowa Zelandia                                               |
| 2015 | Joel i Ethan Coenowie                                       | Stany Zjednoczone                                           |
| 2016 | George Miller                                               | Australia                                                   |
| 2017 | Pedro Almodóvar                                             | Hiszpania                                                   |
| 2018 | Cate Blanchett                                              | Australia                                                   |
| 2019 | Alejandro González Iñárritu                                 | Meksyk                                                      |
| 2020 | Festiwal nie odbył się ze względu na pandemię koronawirusa. | Festiwal nie odbył się ze względu na pandemię koronawirusa. |
| 2021 | Spike Lee                                                   | Stany Zjednoczone                                           |
| 2022 | Vincent Lindon                                              | Francja                                                     |
| 2023 | Ruben Östlund                                               | Szwecja                                                     |
| 2024 | Greta Gerwig                                                | Stany Zjednoczone                                           |

### Złota Kamera

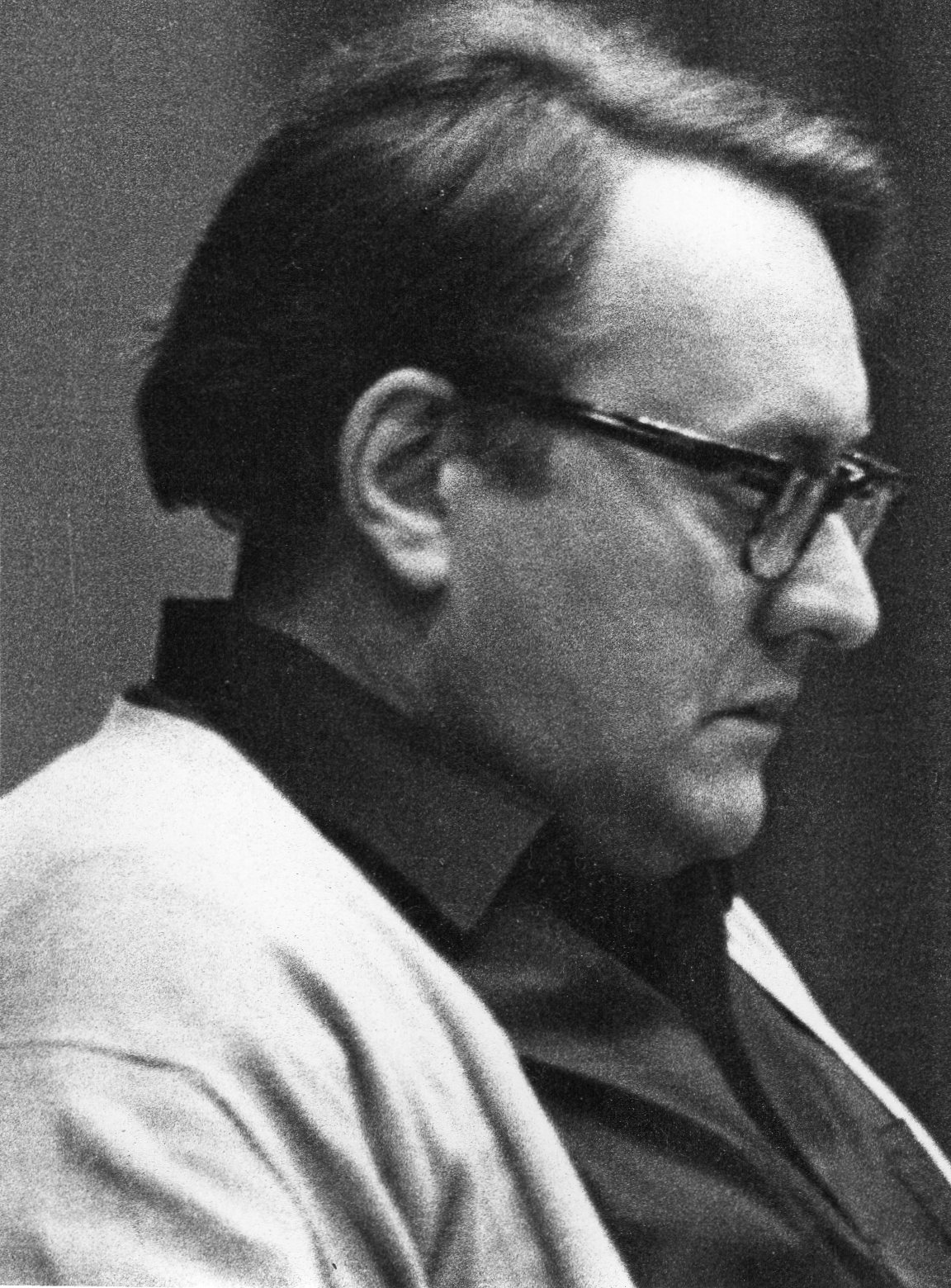
Maurice Le Roux – przewodniczący jury konkursu o Złotą Palmę Cannes w 1987 roku

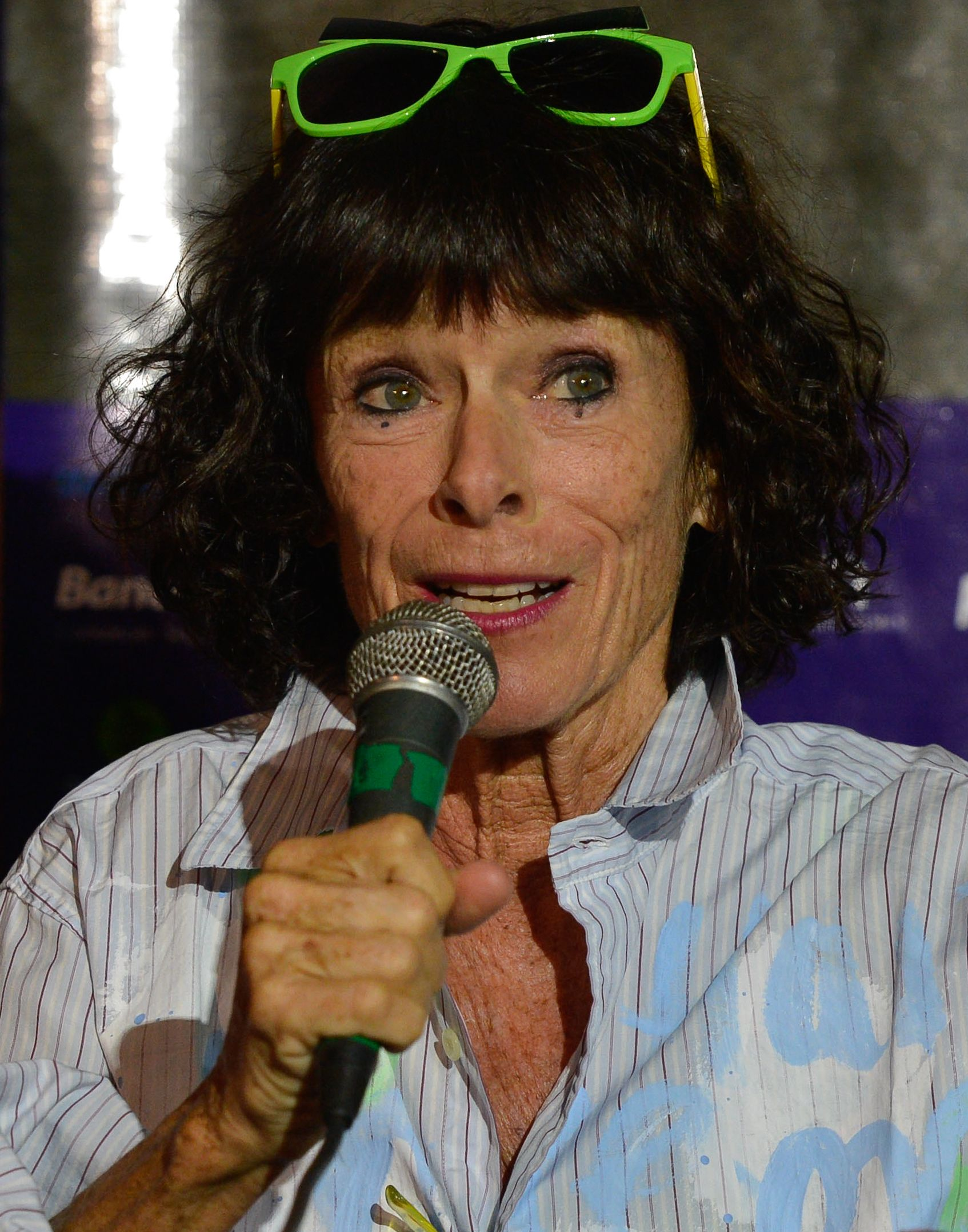
Geraldine Chaplin – przewodnicząca jury konkursu o Złotą Palmę Cannes w 1991 roku

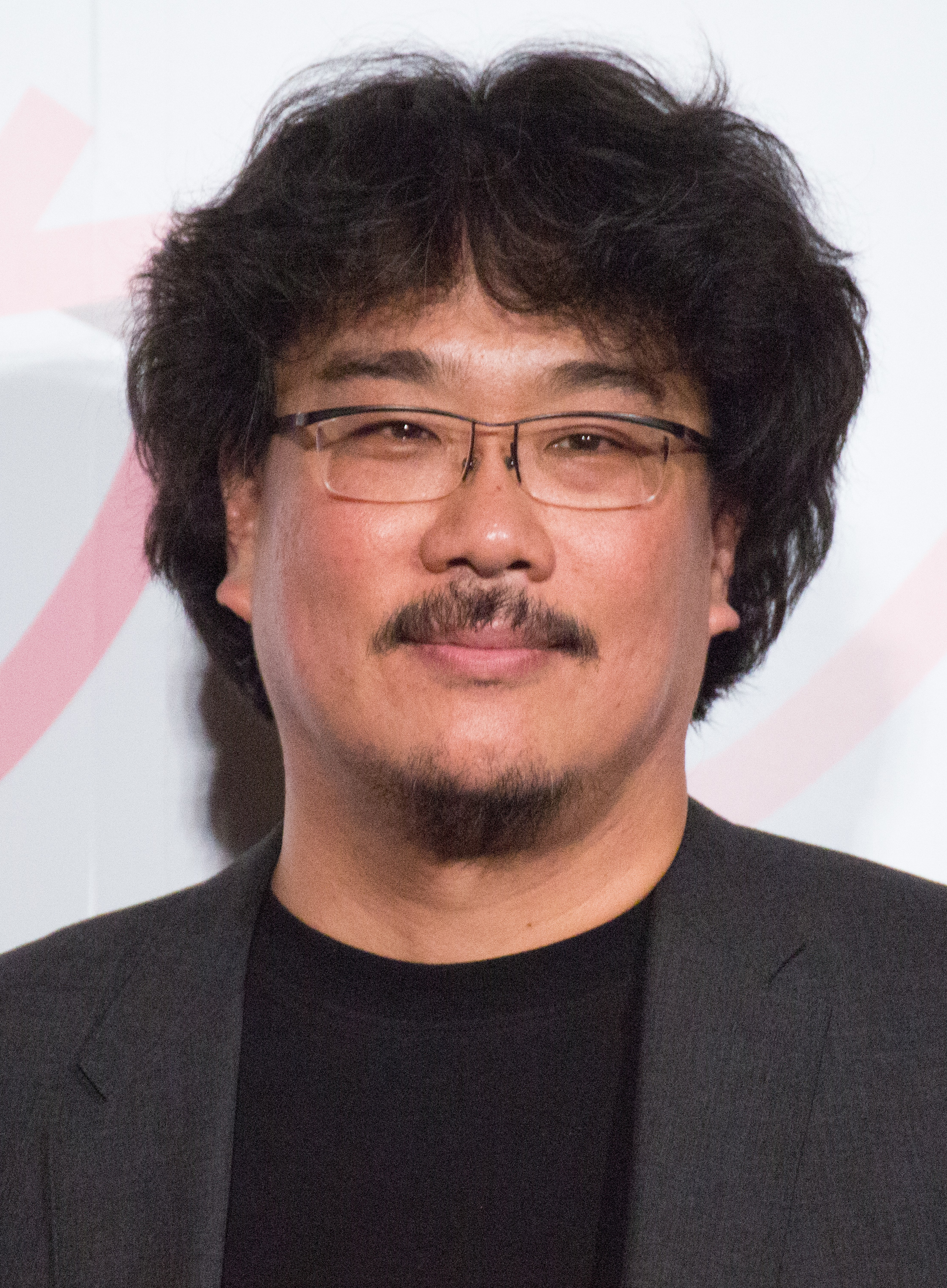
Bong Joon-ho – przewodniczący jury konkursu o Złotą Palmę Cannes w 2011 roku

| Rok  | Przewodniczący                                              | Narodowość                                                  |
| ---- | ----------------------------------------------------------- | ----------------------------------------------------------- |
| 1987 | Maurice Le Roux                                             | Francja                                                     |
| 1988 | Danièle Delorme                                             | Francja                                                     |
| 1989 | Raf Vallone                                                 | Włochy                                                      |
| 1990 | Christine Boisson                                           | Francja                                                     |
| 1991 | Geraldine Chaplin                                           | Stany Zjednoczone                                           |
| 1992 | André Delvaux                                               | Belgia                                                      |
| 1993 | Micheline Presle                                            | Francja                                                     |
| 1994 | Marthe Keller                                               | Szwajcaria                                                  |
| 1995 | Michel Deville                                              | Francja                                                     |
| 1996 | Françoise Fabian                                            | Francja                                                     |
| 1997 | Françoise Arnoul                                            | Francja                                                     |
| 1998 | Trần Anh Hùng                                               | Wietnam                                                     |
| 1999 | Michel Piccoli                                              | Francja                                                     |
| 2000 | Otar Iosseliani                                             | Gruzja                                                      |
| 2001 | Maria de Medeiros                                           | Portugalia                                                  |
| 2002 | Geraldine Chaplin                                           | Stany Zjednoczone                                           |
| 2003 | Wim Wenders                                                 | Niemcy                                                      |
| 2004 | Tim Roth                                                    | Wielka Brytania                                             |
| 2005 | Abbas Kiarostami                                            | Iran                                                        |
| 2006 | Jean-Pierre i Luc Dardenne                                  | Belgia                                                      |
| 2007 | Pawieł Łungin                                               | Rosja                                                       |
| 2008 | Bruno Dumont                                                | Belgia                                                      |
| 2009 | Roschdy Zem                                                 | Francja                                                     |
| 2010 | Gael García Bernal                                          | Meksyk                                                      |
| 2011 | Bong Joon-ho                                                | Korea Południowa                                            |
| 2012 | Carlos Diegues                                              | Brazylia                                                    |
| 2013 | Agnès Varda                                                 | Francja                                                     |
| 2014 | Nicole Garcia                                               | Francja                                                     |
| 2015 | Sabine Azéma                                                | Francja                                                     |
| 2016 | Catherine Corsini                                           | Francja                                                     |
| 2017 | Sandrine Kiberlain                                          | Francja                                                     |
| 2018 | Ursula Meier                                                | Szwajcaria                                                  |
| 2019 | Rithy Panh                                                  | Kambodża                                                    |
| 2020 | Festiwal nie odbył się ze względu na pandemię koronawirusa. | Festiwal nie odbył się ze względu na pandemię koronawirusa. |
| 2021 | Mélanie Thierry                                             | Francja                                                     |
| 2022 | Rossy de Palma                                              | Hiszpania                                                   |
| 2023 | Anaïs Demoustier                                            | Francja                                                     |

### Sekcja „Un Certain Regard”

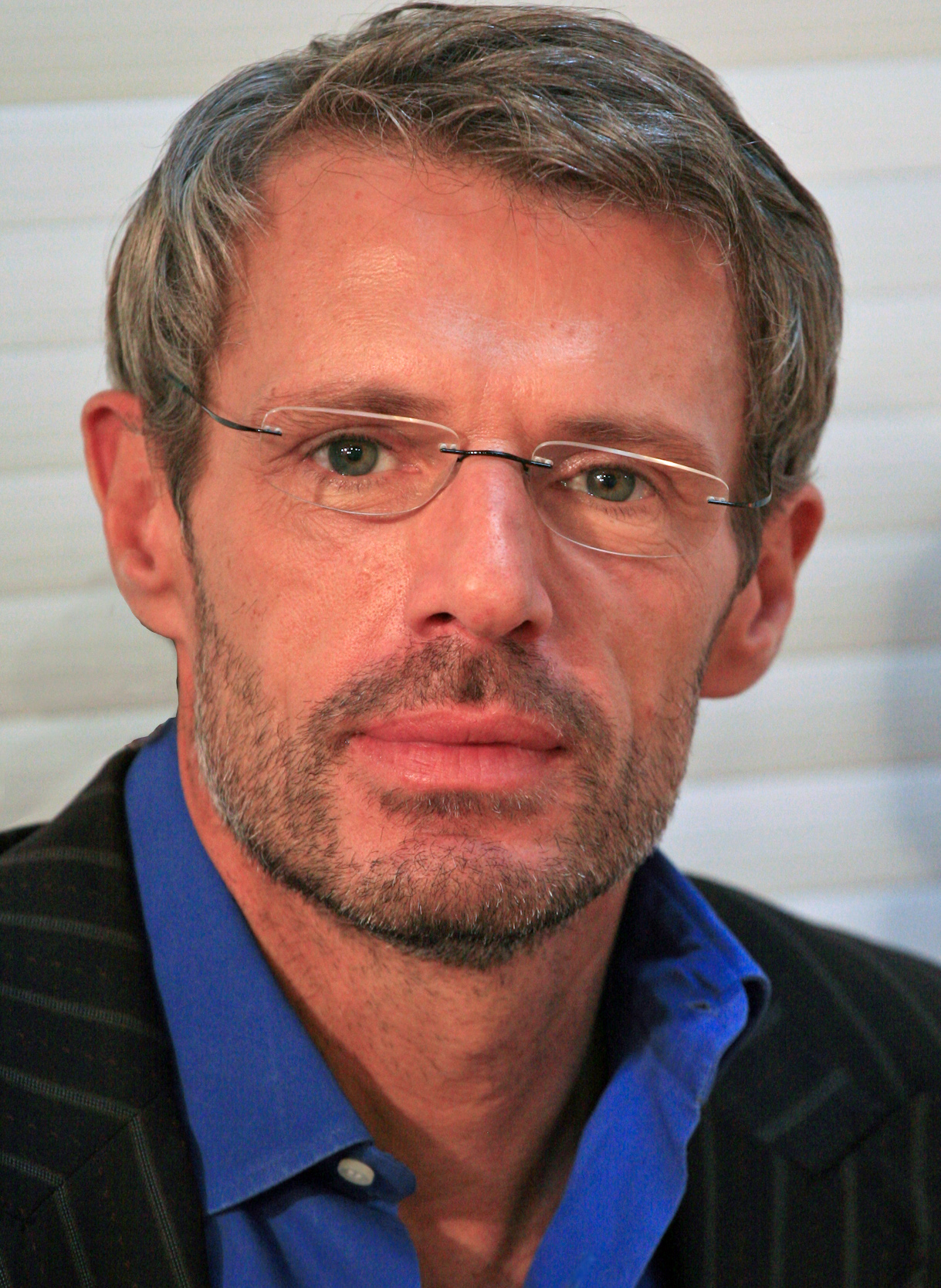
Lambert Wilson – przewodniczący jury konkursu Un Certain Regard w 1999 roku

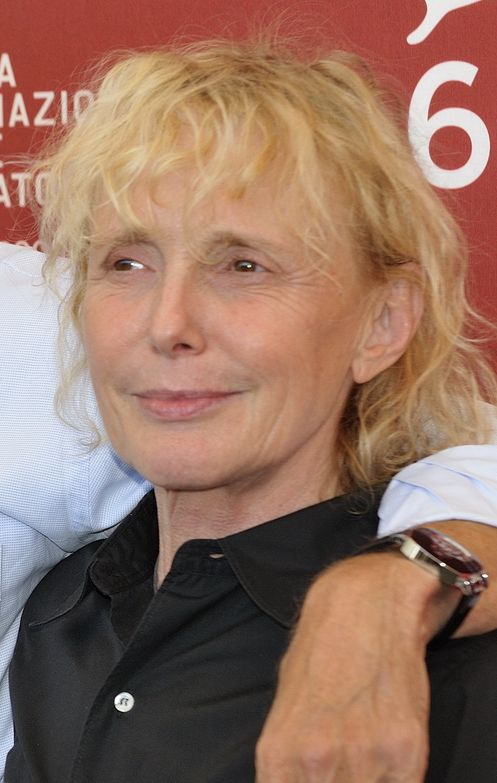
Claire Denis – przewodnicząca jury konkursu Un Certain Regard w 1999 roku

| Rok  | Przewodniczący                                              | Narodowość                                                  |
| ---- | ----------------------------------------------------------- | ----------------------------------------------------------- |
| 1999 | Lambert Wilson                                              | Francja                                                     |
| 2000 | Jane Birkin                                                 | Wielka Brytania                                             |
| 2001 | Ariane Ascaride                                             | Francja                                                     |
| 2002 | Anne Fontaine                                               | Francja                                                     |
| 2003 | Abderrahmane Sissako                                        | Mali                                                        |
| 2004 | Jeremy Thomas                                               | Wielka Brytania                                             |
| 2005 | Alexander Payne                                             | Stany Zjednoczone                                           |
| 2006 | Monte Hellman                                               | Stany Zjednoczone                                           |
| 2007 | Pascale Ferran                                              | Francja                                                     |
| 2008 | Fatih Akın                                                  | Turcja                                                      |
| 2009 | Paolo Sorrentino                                            | Włochy                                                      |
| 2010 | Claire Denis                                                | Francja                                                     |
| 2011 | Emir Kusturica                                              | Serbia                                                      |
| 2012 | Tim Roth                                                    | Wielka Brytania                                             |
| 2013 | Thomas Vinterberg                                           | Dania                                                       |
| 2014 | Pablo Trapero                                               | Argentyna                                                   |
| 2015 | Isabella Rossellini                                         | Włochy                                                      |
| 2016 | Marthe Keller                                               | Szwajcaria                                                  |
| 2017 | Uma Thurman                                                 | Stany Zjednoczone                                           |
| 2018 | Benicio del Toro                                            | Puerto Rico                                                 |
| 2019 | Nadine Labaki                                               | Liban                                                       |
| 2020 | Festiwal nie odbył się ze względu na pandemię koronawirusa. | Festiwal nie odbył się ze względu na pandemię koronawirusa. |
| 2021 | Andrea Arnold                                               | Wielka Brytania                                             |
| 2022 | Valeria Golino                                              | Włochy                                                      |
| 2023 | John C. Reilly                                              | Stany Zjednoczone                                           |